# الهيئة العامة للأنواء الجوية والرصد الزلزالي
الهيئة العامة للأنواء الجوية والرصد الزلزالي هي هيئة تتبع وزارة النقل العراقية في الحكومة العراقية تأسست عام 1923، تهتم بمتابعة أحوال الطقس. تعنى الهيئة بجمع المعلومات عن حالة الطقس والتنبؤ الجوي في العراق ورصد النشاط الزلزالي.
تقع المحطات الرئيسية للهيئة في بغداد ويتبع لها 40 محطة فرعية موزعة على مختلف محافظات العراق.

## نبذة تاريخية
تأسست الهيئة العامة للأنواء الجوية والرصد الزلزالي عام 1923 من قبل القوات البريطانية حينذاك تحت اسم مصلحة الانواء الجوية وانشأت ثلاث من دوائر الرصد الجوي لخدمة اغراضها العسكرية في كل من الموصل والحبانية والشعيبة . وفي عام 1936 انتقلت ادارتها إلى ايدي عراقية تحت إدارة الطيران المدني وضمن تشكيلات وزارة الدفاع العراقية. وكانت تضم دوائر للرصد الجوي. وفي عام 1976 صدر قانون وزارة النقل والمواصلات بموجبه تم استحداث الهيئة العامة للأنواء الجوية مستقلة عن مديرية الطيران المدني وفي عام 1990 تم إضافة قسم الرصد الزلزالي إلى الهيئة لتصبح الهيئة العامة للأنواء الجوية والرصد الزلزالي.

## روابط أضافية
- الموقع الرسمي